# Avonia herreana
Avonia herreana är en tvåhjärtbladig växtart som först beskrevs av Karl von Poellnitz, och fick sitt nu gällande namn av Gordon Douglas Rowley. Avonia herreana ingår i släktet Avonia och familjen Anacampserotaceae. Inga underarter finns listade i Catalogue of Life.